# Rod Paradot
Cet article possède un paronyme, voir Parrado.
Rod Paradot est un acteur français, né le 4 avril 1996 à Stains (Seine-Saint-Denis).
Il apparaît pour la première fois au cinéma en 2015 dans La Tête haute pour lequel il obtient le Lumière de la révélation masculine et le César du meilleur espoir masculin. Deux ans plus tard il remporte le Molière de la révélation masculine pour son rôle dans Le Fils de Florian Zeller.
Il confirme son statut d'acteur et entame une ascension médiatique grâce à ses rôles dans trois blockbusters français avec les films historiques : Vaincre ou Mourir et Apaches, et le premier volet de Balle Perdue.

## Biographie
Rod Paradot naît le 4 avril 1996 à Stains, en Seine-Saint-Denis. Il est fils unique d'un plombier et d'une fonctionnaire de la fonction publique territoriale.[réf. nécessaire]

## Carrière

### 2015-2019: Révélation et ascension rapide
C’est lors d’un casting sauvage via Elsa Pharaon que la réalisatrice Emmanuelle Bercot repère le jeune Rod Paradot et le choisit pour être la tête d’affiche de son drame La Tête Haute. A ce moment-là, il prépare un CAP de menuiseriequ'il abandonnera pour se consacrer au tournage du film.
Il apparaît pour la première fois au cinéma en incarnant le rôle de Malony, un jeune garçon perturbé de 15 ans grandissant dans un milieu instable. Il partage l’affiche aux côtés d’acteurs renommés, dont Benoit Magimel et Catherine Deneuve. La Tête Haute fait l’ouverture du Festival de Cannes en 2015 dans la catégorie « hors-compétition ». Lors de sa présentation à Cannes, le long-métrage reçoit des critiques très positives qui se confirmeront lors de sa sortie en salles. Les médias louent l’interprétation du jeune acteur. Le magazine Metro trouve en lui un « nouvel espoir du cinéma français» quand d’autres font remarquer qu’il comporte dans son jeu le côté sauvage et la puissance émotionnelle d’un Marlon Brando dans Un Tramway Nommé Désir.Le rôle de Malony lui ouvre les portes du cinéma et en décembre 2015 puis mars 2016, Rod Paradot décroche successivement le Lumière et le César du meilleur espoir masculin.

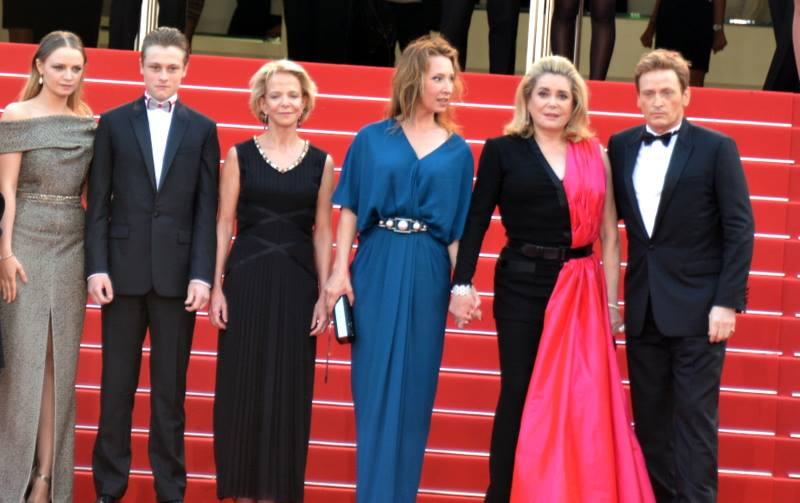
Rod Paradot (2e en partant de la gauche) avec l'ensemble de l'équipe de La Tête haute à Cannes, en 2015.

Deux ans plus tard, il revient dans un nouveau drame intitulé Luna dans lequel il incarne l’amoureux du personnage principal. Ce film lui permet de jouer aux côtés de Laetitia Clements et Lyna Khoudri, mais connaît un succès mitigé. Cette même année, il fait ses débuts au théâtre, dans la pièce dramatique Le Fils écrite par Florian Zeller et mise en scène par Ladislas Chollat. Deuxième volet d’une trilogie consacrée à la famille, Rod Paradot séduit la critique et les professionnels et décroche son premier Molière. En 2019 il apparaît dans des seconds rôles dans la comédie L’Échappée avec Joséphine Japy, et le film d’action Balle Perdue produit par Netflix aux côtés d’Alban Lenoir, Nicolas Duvauchelle et Stéfi Celma. Si le premier film est un nouvel échec à l’inverse Balle Perdue parvient à créer un consensus chez les spectateurs et les médias.[réf. nécessaire]

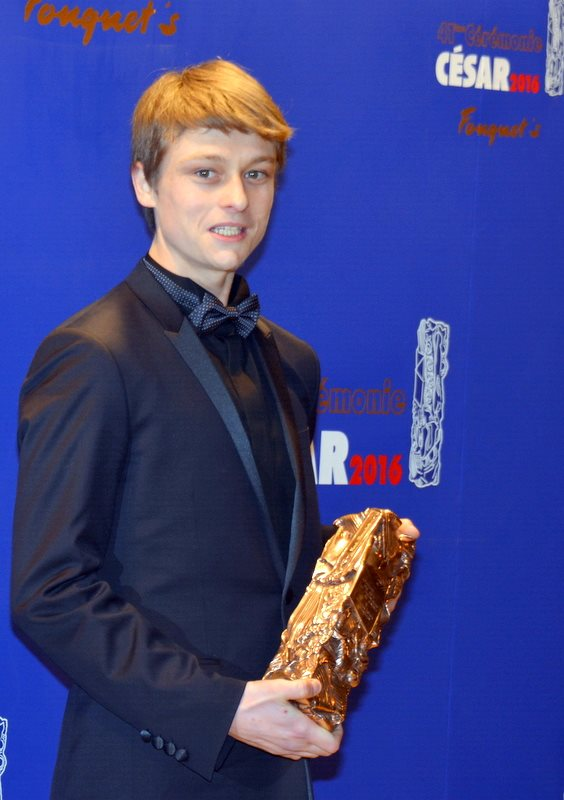
Rod Paradot lors des César en 2016.

### Depuis 2020: Ascension commerciale
Début 2020, il est membre du jury de Cédric Klapisch lors du 10e Nikon Film Festival. La même année, il retrouve le duo Ladislas Chollat/Florian Zeller dans la pièce Une heure de tranquillité aux côtés de François Berléand et de Isabelle Gélinas. En raison des règles sanitaires dues à la pandémie de coronavirus, Ladislas Chollat et Florian Zeller font le choix de filmer la pièce et de la diffuser partenariat sur France 2.
En 2021, il tient le rôle principal de la mini-série psychologique : Un Homme d’Honneur diffusée sur la chaîne TF1. Remake de la série américaine du même nom : Un Homme d’Honneur est un flop malgré son duo avec l’humoriste Kad Merad qui incarne son père. L’année suivante, il joue le fils de Gérard Depardieu, dans la comédie culinaire Umami.
En 2023, Rod Paradot est à l’affiche de deux films historiques. Tout d’abord, il est à l’affiche de Vaincre ou Mourir qui revient sur les guerres de Vendée et qui est centré sur la figure du général militaire Charrette, qui incarna la contre-révolution. À l’origine du projet, Rod Paradot le refuse de par sa complexité, mais se laisse convaincre par le côté « film d’action », « historique» et « drame en costume ». Il poursuit dans le registre historique avec Apaches où il joue aux côtés d'Alice Isaaz, l'Espagnole Rossy de Palma et Niels Schneider qui revient sur le parcours d'une bande de mafieux dans le Paris de la Belle époque. Pour ce film, l'acteur exécute une nouvelle fois ses cascades et scènes de combats sans doublure. Le film sort deux mois après Vaincre ou Mourir et passe quasiment inaperçu lors de sa sortie en salles, ce malgré des critiques réjouissantes. Il interprète un second rôle dans le drame culinaire Umami qui a pour tête d'affiche l'acteur Gérard Depardieu. Le film n'est pas du tout bien reçu par la presse spécialisée et connaît une sortie compliquée en raison d'affaires de viols où Gérard Depardieu est mêlé. 
Début 2025 il annonce sur son compte Instagram être prochainement l'auteur d'une collection de livres pour enfants aux éditions Edi'Box une maison d'éditions littéraire jeunesse  (Chez le même éditeur Axel Marbeuf, Lucie Bernardoni, Cali, Jérôme Anthony, Ralph Schumacher)

## Filmographie

### Cinéma

#### Longs métrages

##### Années 2010
- 2015 : La Tête haute d'Emmanuelle Bercot : Malony
- 2018 : Luna d'Elsa Diringer : Alex
- 2019 : L'Échappée  de Mathias Pardo : Guillaume

##### Années 2020
- 2020 : Balle perdue de Guillaume Pierret [9] : Quentin
- 2022 : Umami de Slony Sow : Nino Carvin
- 2023 : Vaincre ou mourir de Paul Mignot et Vincent Motez : La Robrie
- 2023 : Apaches de Romain Quirot : Polly
- 2025 : La Vie devant moi de Nils Tavernier : Alfred

#### Courts métrages
- 2016 : Árborg d'Antoine Delelis
- 2016 : Campers de Laurent Barthélémy
- 2018 : Chien bleu de Fanny Liatard et Jérémy Trouilh
- 2019 : Chambre noire d'Antoine Bal
- 2021 : L'Arbre à singes de Boris Dieval : Thom
- 2023 : Mamina de Massimo Riggi[10]
- 2023 : Coléoptère de Martin Gouzou
- 2025 : Big Boys Don't Cry de Arnaud Delmarle

### Télévision

#### Téléfilm
- 2019 : Jamais sans toi, Louna de Yann Samuell : Yoan Morvan
- 2022 : Une sur deux (représentation théâtrale captée, adaptation du livre de Giulia Foïs Je suis une sur deux), adaptation et mise en scène Emmanuel Noblet

#### Séries télévisées
- 2017 : Capitaine Marleau : Gabriel (saison 2, épisode 1 : Chambre avec vue)
- 2018 : Ad Vitam : Léonard Ader, dit Linus (6 épisodes)
- 2018 : Aux animaux la guerre : Jordan Locatelli (6 épisodes)
- 2021 : Un homme d'honneur : Lucas Altman (mini-série, 6 épisodes)
- 2023 : Capitaine Marleau (saison 4, épisode 10 : Grand Hôtel de Josée Dayan) : Martin Pierre
- 2025 : Capitaine Marleau (épisode La 7ème danse) de Josée Dayan : Momo Cattan

### Clips
- 2018 : Scanner de Gringe (Album Enfant lune), réalisé par Greg & Lio[11]
- 2018 : Silence de Changerz  (EP Identiques), réalisé par Alix[12]
- 2019 : We Were Young de Petit Biscuit, réalisé par Pierre Saba-Aris[13]
- 2020 : Pho de Mr Giscard, réalisé par Thibault Dumoulin[14]
- 2021 : H&M de Mr Giscard, réalisé par Marie Puesh et Théo Feuillard
- 2022 : Tu sais ma vie c'est vite chiant de Mr Giscard, réalisé par Louis Lekien

## Doublage
- 2024 : La Nuit d'Orion : voix additionnelles

## Théâtre
- 2018 : Le Fils de Florian Zeller, mise en scène Ladislas Chollat au Théâtre des Champs-Élysées
- 2020 : Une heure de tranquillité de Florian Zeller, mise en scène Ladislas Chollat au théâtre Antoine (Captation pour France 2)

## Distinctions

### Récompenses
- Festival du film de Cabourg 2015 : Prix Premier rendez-vous pour La Tête haute
- Lumières 2015 : Lumière de la révélation masculine pour La Tête haute
- César 2016 : César du meilleur espoir masculin pour La Tête haute[4]
- Molières 2018 : Molière de la révélation théâtrale pour Le Fils

### Nomination
- Globes de cristal 2018 : Meilleur comédien de théâtre pour Le Fils